# Cabaret Olé
Cabaret Olé fue un programa especial de televisión compuesto por actuaciones, talentos y magia que fue grabado los días 19 y 20 de septiembre de 2012 en el teatro Caser Calderón de Madrid. El programa, producido por El Terrat para Telecinco, constaba tan sólo de dos galas, con lo que una de las galas ya se emitió el 14 de noviembre de 2012 y la segunda y última gala se emitió el jueves 27 de diciembre de 2012.
Cabaret Olé fue estrenado en el late night del miércoles 14 de noviembre de 2012 en Telecinco. El primer programa fue emitido ese mismo día debido a que no se pudieron empezar a emitir las galas en directo de La Voz a causa de la Huelga general europea de 2012. Así, Telecinco aprovechó la ocasión para rellenar la franja de late night con este programa después de una gala especial de La Voz que acabó a las 00h40. El segundo programa fue emitido el jueves 27 de diciembre de 2012 en el late night en Telecinco a las 00h20, después del final definitivo de la serie más veterana de Telecinco, Hospital Central.

## Elenco del programa

### Presentadores
Los presentadores de Cabaret Olé, fueron José Corbacho y Soraya Arnelas. Por su parte, la encargada de recibir a los artistas fue Laura Barriales.

### Colaboraciones
El primer programa contó con las colaboraciones de famosos como: 
- Carmen Lomana
- Falete
- Boris Izaguirre
- Paz Padilla
- Carolina Ferre
- Berto Romero

El segundo programa contó con las colaboraciones de famosos como 
- Manu Tenorio
- María Teresa Campos
- Miki Nadal
- Óscar Higares
- Topacio Fresh

## El programa
Cabaret Olé es un programa de variedades, festivo y muy humorístico que cuenta con las mejores actuaciones nacionales e internacionales. Grandes nombres del mundo del humor, el circo, la magia y el burlesque son los invitados que actúan sobre el escenario del programa y, además, es la primera vez que muchos de estos artistas actúan en España. Los programas fueron grabados en septiembre en el Teatro Calderón de Madrid.

### Primer programa
El primer programa de Cabaret Olé fue emitido en Telecinco por primera vez el 14 de noviembre de 2012. Los invitados al programa que actuaron sobre el escenario fueron: el australiano Pricasso, un peculiar artista que pinta retratos con el pene; el arte burlesque de Roxy Velvet; la faquir británica Miss Behave; el estriptis de Vinila Von Bismark y Pony Loco pondrán el punto picante; los chistes y el humor de Reugenio y Pepito el Caja; la magia del campeón mundial Jorge Luengo y el mimo belga Elastic.

### Segundo programa
El segundo programa de Cabaret Olé fue emitido en Telecinco el 27 de diciembre de 2012. En esta ocasión, los invitados que actuaron sobre el escenario fueron: el samurái Hayashi; el arte burlesque y muy sexy de Miss Banbury Cross; los jóvenes acróbatas y cómicos franceses Jeremy & Charly; la imponente Dilya que, con su look de Marilyn y sus más de 120 kilos de peso, ejecuta un número de equilibrio suspendida encima del público sin ninguna sujeción de seguridad; la magia cómica de los franceses Peplum & Othello y el mimo norteamericano Elan con un sketch de humor visual y movimientos elásticos. Además, un atrevido estriptis de Vinila Von Bismark y Pony Loco; los chistes del gran Reugenio y la magia del campeón mundial Jorge Luengo. Estos 4 últimos, ya estuvieron en el primer programa de Cabaret Olé.

## Audiencias del programa
| Edición     | N.º programa | Fecha                   | Cadena    | Espectadores | Cuota |
| ----------- | ------------ | ----------------------- | --------- | ------------ | ----- |
| Cabaret Olé | 1            | 14 de noviembre de 2012 | Telecinco | 828 000      | 14,6% |
| Cabaret Olé | 2            | 27 de diciembre de 2012 | Telecinco | 648 000      | 7,6%  |